# شلیم وجزر الحلانیات
شهرستان شلیم وجزر الحلانیات  (به عربی:  ولایة شلیم وجزر الحلانیات  )      
یکی از شهرستانهای استان ظفار در کشور پادشاهی عمان می باشد. 

## جمعیت
جمعیت آن  در حدود ۵۱۰۹  هزار نفر می‌باشد.